# Douglas DC-5
Douglas DC-5 là một loại máy bay chở khách cánh quạt có 16-22 ghế. Đây là loại máy bay ít biết điến nhất trong seri máy bay chở khách DC nổi tiếng của hãng Douglas. DC-5 dự định sẽ dành cho các tuyến đường bay ngắn hơn so với DC-3 hoặc DC-4. Tuy nhiên, vào thời điểm đưa vào hoạt động trong dịch vụ thương mại năm 1940, rất nhiều hãng hàng không đã hủy đơn đặt hàng; do đó chỉ có 5 chiếc DC-5 bản dân sự được chế tạo.

## Biến thể
Mẫu thử DC-5
DC-5
C-110
R3D-1
R3D-2
R3D-3

## Quốc gia sử dụng

### Quân sự
Úc
- Không quân Hoàng gia Australia

 Israel
- Không quân Israel

 Nhật Bản
- Không quân Lục quân Đế quốc Nhật Bản

 United States
- Không quân Lục quân Hoa Kỳ
- Hải quân Hoa Kỳ
- Thủy quân Lục chiến Hoa Kỳ

### Dân sự
Hà Lan
- KLM

 United States
- Boeing

## Tính năng kỹ chiến thuật (DC-5)
Dữ liệu lấy từ McDonnell Aircraft since 1920 
Đặc điểm tổng quát
- Kíp lái: 3
- Sức chứa: 18-24 hành khách
- Chiều dài: 62 ft 2 in (18,96 m)
- Sải cánh: 78 ft (23,77 m)
- Chiều cao: 19 ft 10 in (6,04 m)
- Diện tích cánh: 824 ft² (76,55 m²)
- Trọng lượng rỗng: 13.674 lb (6.243 kg)
- Trọng lượng có tải: 20.000 lb (9.072 kg)
- Động cơ: 2 × Wright GR-1820-F62 Cyclone, 900 hp (671 kW)  mỗi chiếc

 Hiệu suất bay 
- Vận tốc cực đại: 230 mph (200 kn, 370 km/h) trên độ cao 7.700 ft (2.345 m)
- Vận tốc hành trình: 202 mph (176 kn, 325 km/h)
- Tầm bay: 1.600 mi (1.391 nmi, 2.575 km)
- Trần bay: 23.700 ft (7.225 m)
- Vận tốc lên cao: 1.585 ft/phút (8,1 m/s)